# 芋泥

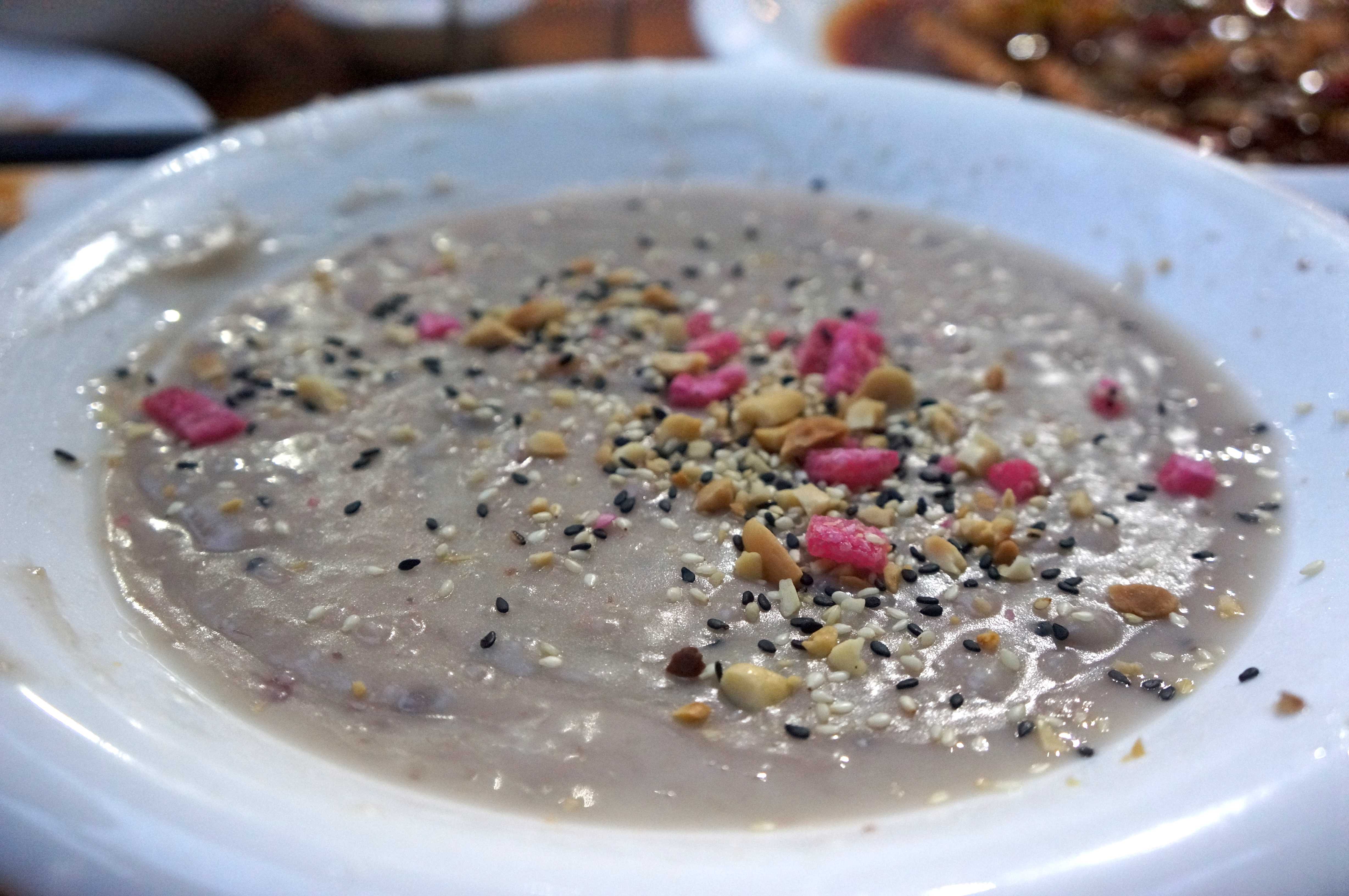
一碗芋泥，上面加红枣、瓜子仁和冬瓜糖。

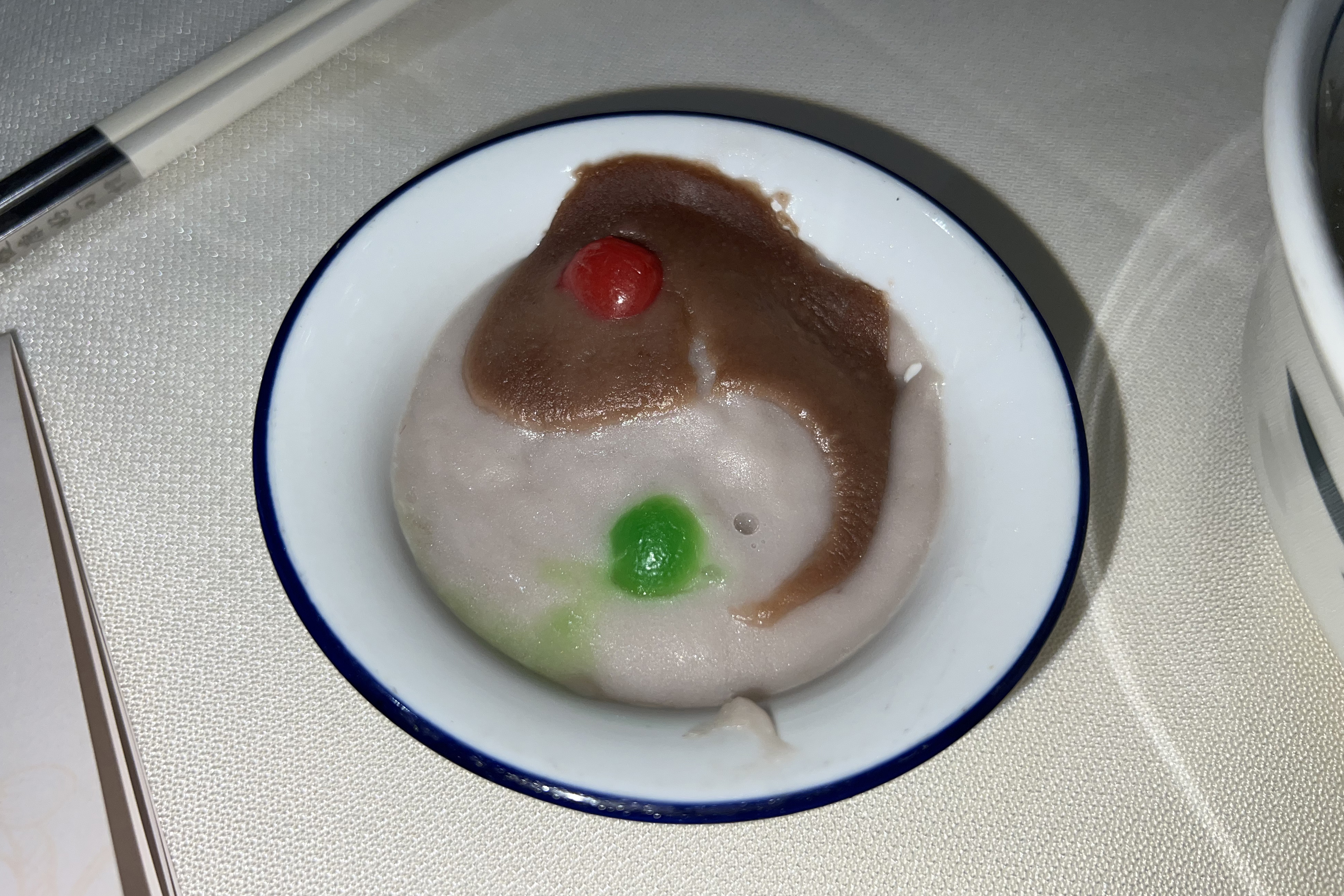
福州聚春园太极芋泥，以红豆沙为辅料

芋泥，也叫芋茸，是福州菜、闽南菜和潮州菜的一道传统甜食。通常以芋头煮熟捣烂加红枣、樱桃、瓜子仁、冬瓜糖、白糖、桂花和熟猪油等辅料制成。福建东部沿海和广东潮州地区都有做芋泥的习俗。在福州，芋泥常作为宴席上的压轴甜点推出。
桂林出產茘蒲芋頭，故芋泥又稱茘茸，通常用作餡料。
在夏威夷人把芋頭的根以木棍敲打成泥，然後加入水果，通常在飯後食用，味道又苦又甜。
在日本為大福的餡料。